# 비토리오 무솔리니

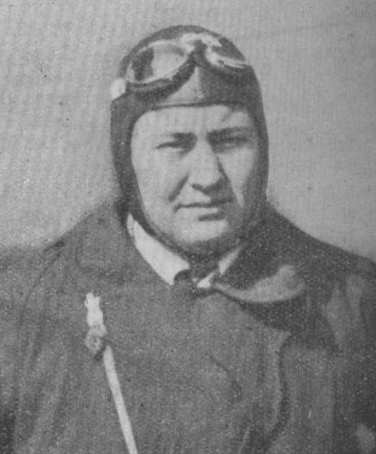
비토리아 무솔리니

비토리오 무솔리니(이탈리아어: Vittorio Mussolini, 1916년 9월 27일 ~ 1997년 6월 12일)는 이탈리아의 영화 평론가, 영화 제작자이다. 그는 이탈리아의 총리 베니토 무솔리니의 둘째 아들이기도 하다. 그러나 그의 이복형 베니토 알비노 달세르는 무솔리니의 파시스트 정권에 의해 공식적으로 인정된 적이 없다.

## 같이 보기
- 이다 달세르